# Pablo Amo Aguado
Pablo Amo (Madrid, 15 de gener de 1978) és un futbolista madrileny, que ocupa la posició de defensa.

## Trajectòria
Format al planter de l'Sporting de Gijón, el 1999 puja al primer equip asturià, amb qui jugaria durant tres temporades a la Segona Divisió.
El 2002 fitxa pel Deportivo de La Coruña, on amb prou feines hi gaudiria de minuts al llarg dels set anys a la disciplina gallega. Tan sols va tenir certa regularitat la temporada 07/08, on va disputar 19 partits. En aquest període va ser cedit al Recreativo de Huelva.
L'estiu del 2009 fitxa pel Reial Saragossa, que acabava d'ascendir a primera divisió.